# Bart Poelvoorde
Bart Poelvoorde (Oostende, 18 mei 1981) is een Belgische roeier.
Hij nam samen met Christophe Raes, zijn clubgenoot van Gentse RS, deel aan de Olympische Spelen 2008 in Peking in de dubbeltwee (2xM), waar ze achtste eindigden. Bart is uit Bredene afkomstig, trainde in Oostende, bij Koninklijke Roei- en Nautische Sport  Oostende. Hij studeerde onder andere in Gent. Hij onderbrak zijn roeiersloopbaan enkele jaren tot hij besloot om opnieuw voluit te gaan. Hij was ondertussen goed ingeburgerd in Gent en een bekend gezicht op zijn Watersportbaan. In het dagelijks leven is Bart Poelvoorde kok.